# Marcelo Vieira
Marcelo Vieira da Silva Júnior (n. 12 mai 1988, Rio de Janeiro, Rio de Janeiro, Brazilia) este un fotbalist brazilian și spaniol retras din activitate, care a jucat pe post de fundaș lateral la echipe ca Real Madrid, Fluminense și Olympiacos. Pe plan internațional, are prezențe la națională pentru Brazilia U17, Brazilia U-20⁠(d), Brazilia U23⁠(d) și Brazilia. Aproape toată cariera și-a petrecut-o la gruparea spaniolă Real Madrid CF.

## Cariera internațională

### Goluri internaționale
| # | Data              | Stadion                            | Adversar                   | Scor | Rezultat | Competiția                        |
| - | ----------------- | ---------------------------------- | -------------------------- | ---- | -------- | --------------------------------- |
| 1 | 5 septembrie 2006 | White Hart Lane, Londra, Anglia    | Țara Galilor               | 2–0  | 2–0      | Meci amical                       |
| 2 | 11 octombrie 2011 | Estadio TSM Corona, Torreón, Mexic | Mexic                      | 1–2  | 1–2      | Meci amical                       |
| 3 | 28 februarie 2012 | AFG Arena, Elveția                 | Bosnia și Herțegovina      | 0–1  | 1–2      | Meci amical                       |
| 4 | 30 mai 2012       | FedEx Field, SUA                   | Statele Unite ale Americii | 1–3  | 1–4      | Meci amical                       |
| 5 | 27 martie 2017    | Sao Paulo, BRA                     | Paraguay                   | 3–0  | 3–0      | 2018 FIFA World Cup qualification |

## Statistici de club
La 25 mai 2014
| Club          | Sezon         | Campionat | Campionat | Campionat | Cupă1   | Cupă1  | Cupă1    | Europa  | Europa | Europa   | Total   | Total  | Total    |
| Club          | Sezon         | Meciuri   | Goluri    | Asisturi  | Meciuri | Goluri | Asisturi | Meciuri | Goluri | Asisturi | Meciuri | Goluri | Asisturi |
| ------------- | ------------- | --------- | --------- | --------- | ------- | ------ | -------- | ------- | ------ | -------- | ------- | ------ | -------- |
| Fluminense    | 2005          | 12        | 2         | 0         | 0       | 0      | 0        | 0       | 0      | 0        | 12      | 2      | 0        |
| Fluminense    | 2006          | 18        | 4         | 0         | 0       | 0      | 0        | 0       | 0      | 0        | 18      | 4      | 0        |
| Fluminense    | Total         | 30        | 6         | 0         | 0       | 0      | 0        | 0       | 0      | 0        | 30      | 6      | 0        |
| Real Madrid   | 2006–07       | 6         | 0         | 0         | 0       | 0      | 0        | 0       | 0      | 0        | 6       | 0      | 0        |
| Real Madrid   | 2007–08       | 24        | 0         | 2         | 2       | 0      | 0        | 6       | 0      | 1        | 32      | 0      | 3        |
| Real Madrid   | 2008–09       | 27        | 4         | 3         | 2       | 0      | 0        | 5       | 0      | 0        | 34      | 4      | 3        |
| Real Madrid   | 2009–10       | 35        | 4         | 9         | 2       | 0      | 0        | 6       | 0      | 0        | 43      | 4      | 9        |
| Real Madrid   | 2010–11       | 32        | 3         | 4         | 6       | 0      | 1        | 12      | 2      | 2        | 50      | 5      | 7        |
| Real Madrid   | 2011–12       | 32        | 3         | 5         | 5       | 0      | 0        | 7       | 0      | 3        | 44      | 3      | 8        |
| Real Madrid   | 2012–13       | 14        | 0         | 0         | 3       | 0      | 0        | 2       | 1      | 1        | 19      | 1      | 1        |
| Real Madrid   | 2013–14       | 28        | 1         | 5         | 4       | 0      | 0        | 7       | 1      | 1        | 39      | 2      | 6        |
| Real Madrid   | Total         | 198       | 15        | 28        | 24      | 0      | 1        | 45      | 4      | 8        | 267     | 19     | 37       |
| Total carieră | Total carieră | 228       | 21        | 28        | 24      | 0      | 1        | 45      | 4      | 8        | 297     | 25     | 37       |

1 Include Supercopa de España 

## Palmares

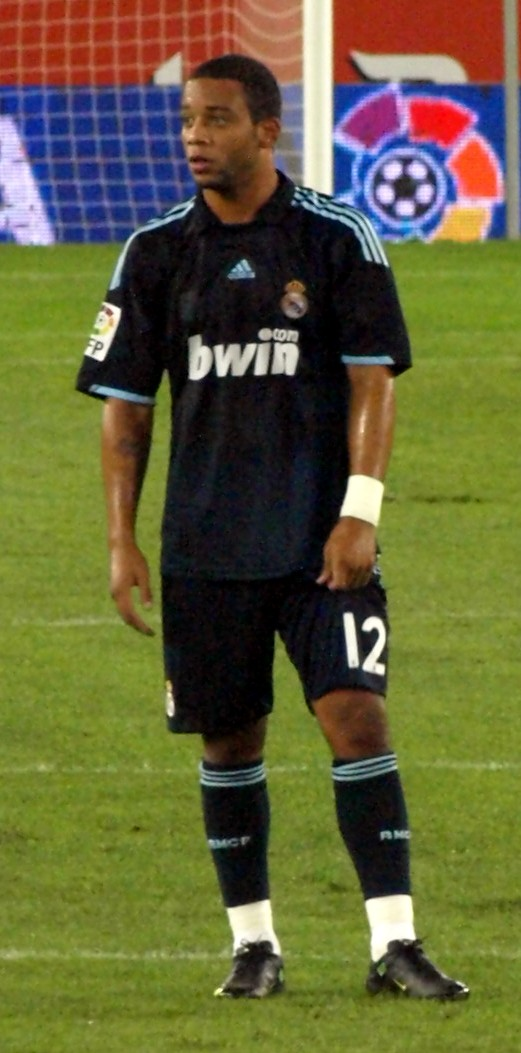
Marcelo în sezonul 2009–2010

### Club
Real Madrid
- La Liga (5): 2006–07, 2007–08, 2011–12, 2016-17, 2019-20, 2021-2022
- Copa del Rey (2): 2010–11, 2013–14
- Supercupa Spaniei (5): 2008, 2012, 2017, 2020 , 2022
- Liga Campionilor UEFA (5)
- 2013–2014, 2015-2016, 2016-2017, 2017–18, 2021-2022
- Supercupa Europei (3): 2014, 2016, 2017
- Campionatul Mondial al Cluburilor FIFA (4): 2014, 2016, 2017, 2018

### Națională
- Medalie Olimpică de Bronz (1): 2008
- Medalie Olimpică de Argint (1): 2012
- Cupa Confederațiilor FIFA (1): 2013
- Campionatul Mondial U-17

Finalist: 2005